# Grad Gorenji Mokronog
Grad Gorenji Mokronog (nemško Obernassenfuss') je grad, katerega razvaline ležijo na grebenu ob cesti, ki vodi proti Čužnji vasi na Dolenjskem. 
EŠD: Znotraj zaščitenega območja 9147
Koordinati: 45°55'15,96" N 15°9'8,97" E

## Zgodovina
Grad so najkasneje v začetku 12. stoletja pozidali gospodje Mokronoški, prvič pa je posredno omenjen leta 1137, ko je omenjen vitez Henrik de Nazzenfuz. Izrecno je grad prvič omenjen kot trdnjava (veste Obernnassenfuss) leta 1372, kot grad pa leta 1465.
Danes so od gradu vidni le še ostanki obrambnega jarka, ki je nekoč ločeval grajski grič od pobočja ter prekriti ostanki temeljev, ki na nekaj mestih gledajo izpod zemlje. Jugovzhodno od grajske kope je v njeni neposredni bližini v zemlji luknja s premerom štirih metrov, deloma obzidana s klesanim kamenjem, katere namen danes ni povsem jasen.